# Euripus
Euripus (von griechisch Euripos „Meerenge“, insbesondere der Meerenge zwischen Chalkis auf Euböa und dem griechischen Festland, siehe Euripos) bezeichnet in der römischen Architektur ein langes, schmales Wasserbecken in einer (Garten-)Anlage. 
Vor allem nannte man einen 3 Fuß breiten und 3 Fuß tiefen Graben im römischen Circus Maximus Euripus, der (außer auf der Seite der Carceres) unterhalb der Zuschauerränge rund um die Bahn verlief. Caesar hatte im Zuge seiner Umbauten diesen Wassergraben anlegen lassen. Unter Nero wurde der Graben beseitigt, um mehr Platz für Zuschauerreihen zu gewinnen.
In späterer Zeit wurde ein langgestrecktes Becken auf der Spina (der in der Mitte verlaufenden Bahntrennlinie des Circus) Euripus genannt. In dieses Becken floss Wasser aus dem Maul der Delphine, welche die Runden anzeigten.
Schließlich wurde die Bezeichnung auf die Spina als Ganzes übertragen.